# 高ノ瀬
高ノ瀬（こうのせ）は、徳島県那賀郡那賀町と同県三好市の境界に位置する山である。標高1,740.8m。

## 地理
剣山から三嶺への縦走路上にあるピークで、旧三好郡東祖谷山村と旧那賀郡木頭村の境界に位置。県下では9番目の高峰である。剣山の南西約6km、縦走路のほぼ中央に位置する。剣山国定公園に含まれる。
全山ミネカエデ・イヌブナ・ナナカマド・ダケモミ・ツガ・ナラ・ミズメなどの樹木が自生し、地面はササに覆われている。
縦走路は頂上のピークを避けて、南側の山腹を巻く。頂上の真南に当たるところにイセの岩屋と呼ぶ水場が大岩の下にある。南側の峡谷は紅葉の名所としてよく知られる高の瀬峡（日本紅葉の名所100選選定）で、観光客でにぎわう。
昭和60年代の地形図に山名が記入されるまではほとんど無名で、文献にも現れていない。登山道は剣山から縦走する以外に一般道はない。